# Detlev Kittstein
Detlev Kittstein, né le 24 février 1944 à Sprottau dans le Troisième Reich et mort le 3 mai 1996 à Francfort-sur-le-Main, est un joueur ouest-allemand de hockey sur gazon.

## Biographie
Detlev Kittstein fait partie de l'équipe nationale ouest-allemande sacrée championne olympique aux Jeux d'été de 1972 à Munich. Il dispute aussi les Jeux olympiques d'été de 1976, terminant à la quatrième place.